# 1955 في المجر
فيما يلي قوائم الأحداث التي وقعت خلال عام 1955 في المجر.

## سياسة

### انتهاء فترة المنصب
- 18 أبريل – إيمري ناج رئيس وزراء المجر.

## مواليد

### يناير
- 18 يناير – تيبور نيلاسي لاعب كرة قدم مجري.

### أبريل
- 8 أبريل – بيتر كوفاتش لاعب كرة يد مجري.

### يوليو
- 14 يوليو – ساندور بوهل لاعب كرة قدم مجري.

### ديسمبر
- 12 ديسمبر – لازار سزينتس لاعب كرة قدم مجري.

## وفيات

### مارس
- 14 مارس – يينيو فوخس (مواليد 1882) مسايف مجري.
- 19 مارس – ميهالي كارولي (مواليد 1875) سياسي مجري.

### نوفمبر
- 12 نوفمبر – ألفريد هايوس (مواليد 1878)